# Armande Félice de La Porte Mazarin
Armande Félice de La Porte Mazarin (3 settembre 1691 – Versailles, 14 ottobre 1729) è stata una nobildonna francese.

Stemma di famiglia

Oltre che come nota salottiera della sua epoca, divenne famosa anche per l'aver duellato con un'altra dama per il suo amante, il duca Louis François Armand de Vignerot du Plessis de Richelieu, per essere stata una delle protagonisti di scandali durante il periodo della Reggenza francese e per essere stata madre delle sorelle de Nesle, entrambe amanti di Luigi XV di Francia.

## Biografia
Figlia di Paul Jules de La Porte, duca de La Meilleraye e di Mazzarino, e di sua moglie Charlotte Félice Armande de Durfort-Duras, era nipote per parte di madre della potente Ortensia Mancini.
Fu una delle personalità più note del periodo della Régence francese, associata in particolare a quel gruppo di aristocratici libertini di quel periodo. Fu amante di Armand de Vignerot du Plessis, duca di Richelieu, che fu a sua volta amante della viscontessa di Polignac. Informata da terzi di non essere l'unica amante del Richelieu, sfidò la sua rivale in amore a duello. Il 10 settembre 1718, ebbe luogo il noto duello che si concluse col ferimento di Armande Félice alla spalla da un colpo di pistola della rivale. Il duca di Richelieu commentò il duello dicendo che entrambe le donne si erano battue bene per lui e pertanto si rifiutò di scegliere tra loro due.
A tratti, Armande continuò quindi la sua relazione col Richelieu, divenendo nel contempo anche l'amante di Luigi IV Enrico di Borbone-Condé, dal quale ebbe una figlia, Enrichetta (1725–1780), che nel 1740 sposò Jean Roger de Laguiche, marchese di Laguiche, conte di Sivignon.
Nel 1725, venne accolta nella schiera delle dame della nuova regina di Francia, Maria Leszczyńska, per il suo rango ma ancor di più per il suo legame col duca di Borbone-Condé e con Giovanna Agnese Berthelot de Pleneuf. Fu dama di palazzo della regina sino alla sua morte, avvenuta nel 1729, e venne succeduta nei suoi incarichi dalla maggiore delle sue figlie, Louise Julie de Mailly.

## Matrimonio e figli
Il 2 aprile 1709 sposò a Parigi il marchese Louis III de Mailly-Nesle. La coppia ebbe insieme i seguenti figli:
- Louise Julie (16 marzo 1710 - 30 marzo 1751), contessa di Mailly. Nel 1726 sposò Louis-Alexandre, conte di Mailly, primo cugino di suo padre. Divenne amante di Luigi XV nel 1733, favorita nel 1736, poi soppiantata nel 1739 dalla sorella Pauline. Tornò in grazia nel 1741, ma fu licenziata dalla corte nel 1742 su richiesta di sua sorella Marie-Anne.
- Pauline Félicité (1712 - 1741), contessa di Vintimille. Fu amante di Luigi XV, dal quale ebbe anche figlio, Charles de Vintimille, detto Demi-Louis. Nel 1739 sposò Jean-Baptiste, conte di Vintimille (1720-1777);
- Diane-Adélaïde (13 gennaio 1714 - 30 novembre 1769), duchessa di Lauraguais. Sposò Luigi II de Brancas, duca di Villars e Lauraguais
- Hortense-Félicité (11 febbraio 1715 - 1799), marchesa di Flavacourt. Nel 1739 sposò François-Marie de Fouilleuse, marchese de Flavacourt
- Marie-Anne (5 ottobre 1717 - 8 dicembre 1744), marchesa de La Tournelle poi duchessa di Châteauroux

Da Luigi IV Enrico di Borbone-Condé ebbe una figlia illegittima:
- Anne-Henriette de Bourbon, detta mademoiselle de Verneuil (23 aprile 1725 - 11 settembre 1780), legittimata nel 1734